# William Burges
William Burges (n. 2 decembrie 1827 – d. 20 aprilie 1881) a fost un designer englez și unul dintre cei mai mari arhitecți victorieni. Prin munca sa, a căutat să scape atât de industrializarea secolului al XIX-lea cât și de stilul arhitectural neoclasic, și să restabilească valorile arhitecturale și sociale a unei Anglii medievale utopice. Burges se încadrează în tradiția arhitecturii neogotice, lucrările sale fiind considerate ecouri ale prerafaelitilor și anticipează mișcarea artistică Arts and Crafts.

## Tinerețea și călătoriile
Burges s-a născut pe 2 decembrie 1827, fiind fiul lui Alfred Burges (1796-1886), un inginer bogat. Tatăl său a adunat o avere considerabilă, 113,000 lire (9,126,996 lire, ajustat inflației din 2013), William permițându-și astfel o viață dedicată studiului și practicii în arhitectură, fără a fi nevoie să își câștige singur existența.
A intrat la King's College School în 1839 pentru a studia ingineria, contemporanii săi acolo fiind inclusiv Dante Gabriel Rossetti și William Michael Rossetti. A plecat în 1844 să se alăture biroului lui Edward Blore, inspector la Westminster Abbey. Blore a fost un arhitect împlinit, a lucrat atât pentru William IV și regina Victoria, creându-și reputația de susținător al negoticului. În 1848 sau 1849, Burges s-a mutat la birourile lui Matthew Digby Wyatt. Wyatt a fost la fel de proeminent ca Blore, remarcându-se prin rolul său de lider din cadrul Primei Expoziții Universale din 1851. Burges a lucrat împreună cu Wyatt, în special la „Curtea medievală” a expoziției menționate anterior, fiind influențat de acest proiect pe tot parcursul ulterioarei sale cariere. De asemenea, în această perioadă a lucrat la desene ale lucrărilor medievale din metal pentru cartea lui Wyatt, publicată în 1852, și îl asistă pe Henry Clutton cu ilustrații pentru lucrările sale.

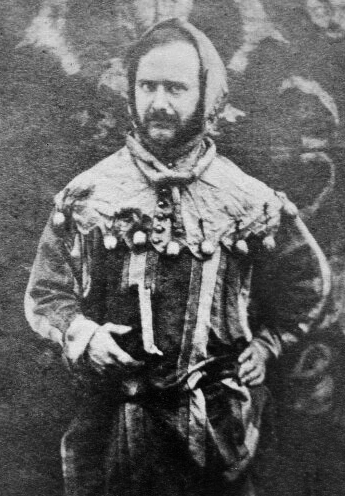
Burges - bufon, circa 1860.

J. Mordaunt Crook, cel mai în măsură să vorbească despre viața lui Burges, scrie că: „odată stabilit, după douăzeci de ani de pregătire, „limbajul său de design” a trebuit doar să fie aplicat, precum a și fost aplicat, și re-aplicat, crescând subtilitatea și „gustul” operelor sale.”

## Viața personală
Burges, care nu s-a căsătorit niciodată, a fost considerat de contemporanii săi a fi excentric, imprevizibil, exagerat și flamboaiant. El era, de asemenea, rebarbativ fizic, descris de soția celui mai important patron al său ca „urâtul Burges”. Acesta pare să fi fost sensibil cu privire la aspectul său și de aceea există foarte puține imagini cu el. Portretele cunoscute sunt: un tablou din 1858 de Edward John Poynter pe un panou al Cabinetului Yatman, o fotografie din anii 1860 realizată de un autor necunoscut, arătându-l pe Burges îmbrăcat ca un bufon de curte, o schiță din 1871 în The Graphic realizată de Theodore Blake Wirgman, un desen în profil realizat cu creionul în 1875 de către Edward William Godwin, trei fotografii din 1881 realizate de către Henry Van der Weyde și o caricatură postumă de Edward Burne-Jones.
Arhitectul a fost un colecționar fanatic, în special de desene și piese metalice. De asemenea, el a fost francmason. Printre alte preocupări ale sale este inclus și consumul de opiu, influența drogurilor asupra vieții sale și a ieșiri sale din arhitectură fiind dezbătută. Istoricul Crook speculează că acesta a fost în Constantinopol, în turneul său din 1850, și acolo ar fi gustat Burges prima dată opiu, iar Dicționarul Arhitecților din Scoția declară cu certitudine că moartea sa timpurie a fost adusă „cel puțin parțial, ca urmare a stilului său de viață, fumând atât tutun cât și opiu”. Jurnalul propriu a lui Burges din 1865 conține referința: „...prea mult opiu, nu am ajuns la nunta lui Hayward...”.

## Moartea

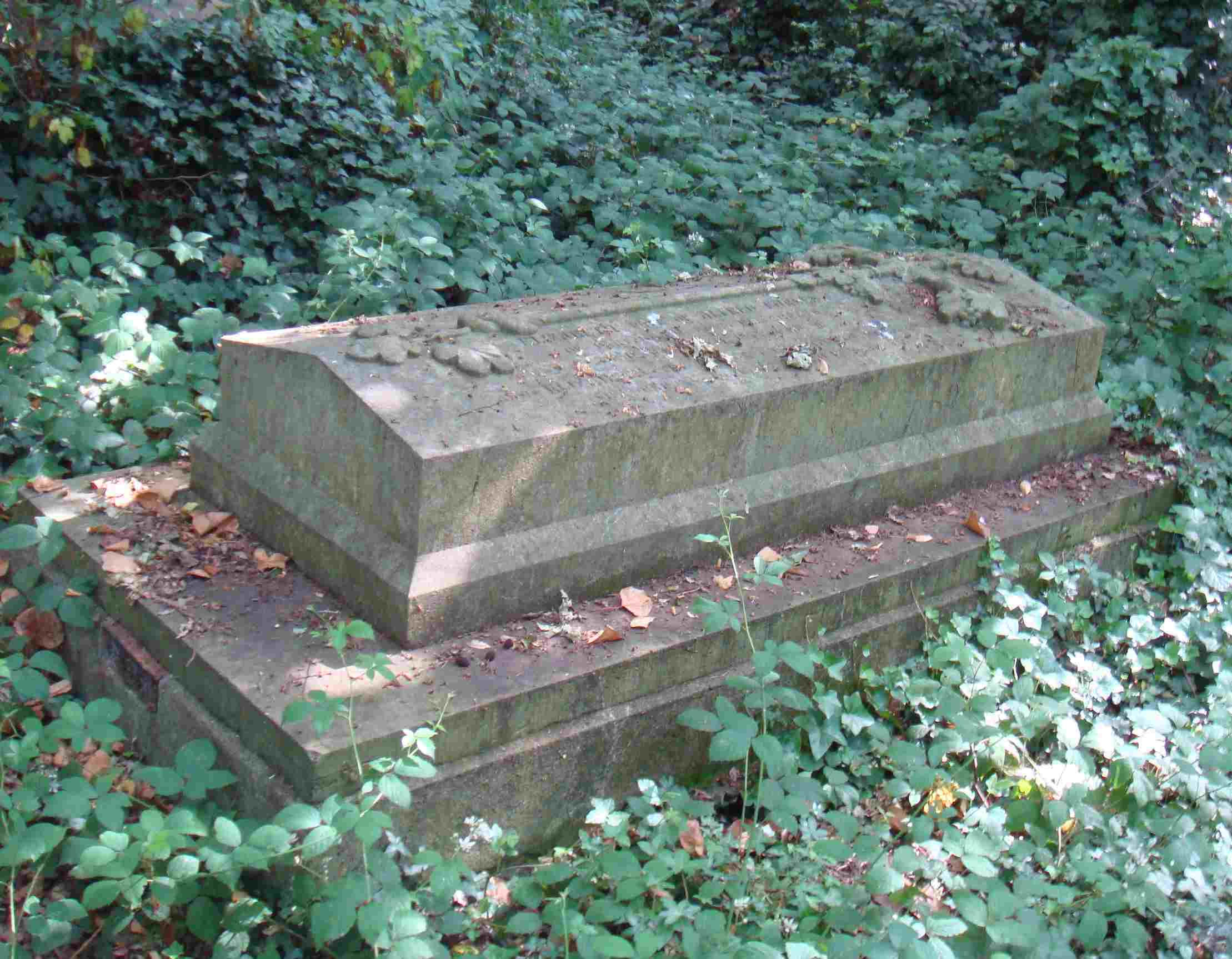
Mormântul lui William Burges, Cimitirul West Norwood, Londra.

William Burges a murit la vârsta de 53 de ani, la The Tower House, în data de 20 aprilie 1881. În timp ce se afla într-un turneu de lucrări la Cardiff, a prins o răceală așa că s-a întors în Londra, pe jumătate paralizat, unde a zăcut pe patul de moarte timp de trei săptămâni. Printre ultimii săi vizitatori au fost Oscar Wilde și James Whistler. El a fost îngropat în mormântul proiectat pentru mama sa la West Norwood, Londra.